# Universidad de Córdoba (Colombia)
La Universidad de Córdoba es una universidad pública colombiana ubicada en el departamento colombiano de Córdoba fundada en el año 1962, siendo su fundador y primer rector el bacteriólogo cordobés Elías Bechara Zainúm. Su campus universitario central se encuentra en la ciudad de Montería, tiene además sedes en los municipios cordobeses de Ciénaga de Oro (Campus Berástegui), Sahagún, Planeta Rica, Santa Cruz de Lorica (Campus Lorica) y Montelíbano. La Universidad de Córdoba imparte 1 programa técnico, 3 programas tecnólogos, 28 programas de pregrado, 10 especializaciones, 20 maestrías y 4 doctorados. Desde el 5 de abril de 2019 la universidad posee Acreditación Institucional de Alta Calidad del ministerio de educación nacional. Se ha destacado en el ámbito nacional por su investigación científica.

## Historia
Fue fundada en 1962 en la ciudad de Montería, Colombia por un grupo de profesionales principalmente de las áreas  agropecuarias, entre los que se destacan el médico veterinario Julio César Cervantes Lagares y los ingenieros agrónomos Limberto Sáenz Alarcón y Hernando Rodríguez Romero. La universidad se origina debido a la baja cobertura de educación superior que poseía el departamento. Originalmente, la idea de crear una institución que permitiera a los jóvenes del departamento el ingreso a la educación superior fue del doctor Elías Bechara Zainúm, quien fuera elegido como el primer rector del alma mater transcurridos dos años de su fundación. 
La Universidad inició actividades académicas en el año 1964, inscribiéndose un total de 101 estudiantes, 50 para la facultad de Ingeniería Agronómica y 51 para la facultad de Medicina Veterinaria y Zootecnia de los cuales 65 pasaron exámenes de ingreso y entrevistas. Las dos facultades originales de la universidad (Facultad de ingeniería agronómica y Facultad de medicina veterinaria y zootecnia) fueron creadas según la Ley 103 de 1962. Es así que desde su fundación la universidad comenzó a tener una vocación mayormente Agronómica y Veterinaria. 
La Universidad de Córdoba recibió la Acreditación Institucional de Alta Calidad formalmente el viernes 5 de abril de 2019, pese a que la resolución 2956 del ministerio de educación nacional está fechada a 22 de marzo del mismo año. 

### Violencia y Paramilitarismo
La Universidad sufrió un terrible periodo de violencia entre los años 1995 y 2008 en donde las instalaciones del campus de montería fueron dominadas por fuerzas paramilitares de las Autodefensas Unidas de Colombia, dirigidas por Salvatore Mancuso. Durante este tiempo la violencia dejó al menos 15 víctimas mortales y el nombre e imagen de la universidad quedó ligado al paramilitarismo y la persecución, en el año 1995 fue asesinado el docente Francisco Aguilar Madera dando así inicio a la violencia dentro de la universidad. En el año 2008 y tras la Ley 975 de Verdad, Justicia y Reparación se comenzó el proceso de reparación de víctimas, entre las que fue también elegida la propia universidad como víctima. En 2013 se le cedió a la universidad una de las casas del antiguo líder paramilitar Salvatore Mancuso ubicada en la ciudad de Montería como parte de la reparación colectiva a la universidad.

#### Víctimas de la violencia en la Universidad
La violencia causada por los paramilitares en la universidad dejó al menos 15 víctimas mortales entre profesores y estudiantes.
Profesores
Francisco Aguilar Madera, José Alberto Alzate Patiño, Hugo Iguarán Cote, James Antonio Pérez Chimá y Misael Arsenio Díaz Urzola.
Estudiantes
Francisco José Ayazo Gómez, Esteban Manotas Olascoaga, Sheyla María Olascoaga Quintero, Nelson Narváez Romero y Merly María De la Ossa

## Organización
La Universidad de Córdoba está conformada por tres campus universitarios y 2 sedes adicionales, por 7 facultades, 28 departamentos, 3 Clínicas Veterinarias y 1 museo universitario.

### Facultades
La Universidad de Córdoba está formada por las siguientes 7 Facultades:
- Facultad de Ingeniería
- Facultad de Medicina Veterinaria y Zootecnia
- Facultad de Ciencias Agrícolas
- Facultad de Ciencias Básicas
- Facultad de Educación y Ciencias Humanas
- Facultad Ciencias Económicas, Jurídicas y Administrativas
- Facultad de Ciencias de la Salud

### Clínicas Veteranías
- Clínica Veterinaria Universitaria Julio E. Cuervo[12]
- Clínica Veterinaria de Animales de Compañía
- Clínica Veterinaria de Grandes Animales

### Museos
- Instituto Museo de la Universidad de Córdoba[13]

## Programas curriculares
La Universidad de Córdoba imparte 1 programa técnico, 3 programas tecnólogos, 28 programas de pregrado, 10 especializaciones, 20 maestrías y 4 doctorados.

### Pregrado

#### Facultad de Medicina Veterinaria y Zootecnia
- Medicina Veterinaria y Zootecnia  – Berástegui – Diurna  – Presencial
- Acuicultura – Montería   – Diurna –  presencial

#### Facultad de Ciencias Agrícolas
Ingeniería Agronómica   – Montería  – Diurna  – Presencial

#### Facultad de Ingeniería
- Ingeniería Mecánica  –  Montería   – Diurna   –  Presencial
- Ingeniería Ambiental   –  Montería – Diurna  – Presencial
- Ingeniería Industrial   –  Montería  –  Diurna – Presencial
- Ingeniería de Alimentos   –   Berástegui   – Diurna   – Presencial
- Ingeniería de Sistemas     –   Montería  –  Tarde Noche   – Distancia
- Ingeniería de Sistemas    –   Sahagún  – Tarde Noche  –  Distancia

#### Facultad de Ciencias Básicas
- Estadística   – Montería   –  Diurna   – Presencial
- Matemáticas  – Montería  – Diurna  – Presencial
- Geografía  – Montería  – Diurna  – Presencial
- Física   –  Montería   –  Diurna   –  Presencial
- Química   –  Montería  – Diurna   –  Presencial
- Biología   –  Montería   –  Diurna  –  Presencial

#### Facultad de Educación y Ciencias Humanas
- Licenciatura en Ciencias Sociales - Montería  – Diurna   –  Presencial
- Licenciatura  Educación Física, Recreación y Deporte  – Montería  – Diurna – Presencial
- Licenciatura en Literatura  y Lengua Castellana  –  Montería  – Diurna – Presencial
- Licenciatura en Informática   –  Montería  – Diurna  – Presencial
- Licenciatura en Lengua Extranjera con Énfasis en Inglés   –  Montería  –   Diurna  –  Presencial
- Licenciatura en Ciencias Naturales y Educación Ambiental  –  Montería  –  Diurna – Presencial
- Licenciatura en Educación Infantil   –  Montería, Sahagún, Lorica   – Tarde- Noche  –   Presencial

#### Facultad Ciencias Económicas, Jurídicas y Administrativas
- Derecho - tarde-noche.
- Administración en Finanzas y Negocios Internacionales -Diurna semipresencial.

#### Facultad de Ciencias de la Salud
- Bacteriología    –   Montería    –  Diurna   –  Presencial
- Enfermería  –  Montería  –  Diurna  –  Presencial
- Tecnología en Regencia y Farmacia   –  Montería   –  Nocturna – Presencial Tecnología
- Administración en Salud –  Berástegui  – Sábado Diurno   –  A Distancia Presencial
- Administración en Salud –  Montelíbano y Planeta Rica – Sábado Diurno   –  A Distancia Presencial

### Posgrado
La Universidad imparte los siguientes programas de posgrado:

#### Especializaciones
- Actividad Física y Salud
- Administración Total de la Calidad
- Auditoría de la Calidad en Salud
- Finanzas
- Gerencia Administrativa en Salud
- Gerencia Empresarial
- Higiene y Seguridad Industrial
- Medicina y Cirugía en Animales de Compañía.
- Planeación y Prospectiva
- Producción Bovina Tropical

#### Maestrías
- Acuicultura Tropical
- Administración
- Biotecnología
- Ciencias Agroalimentarias
- Ciencias Agronómicas
- Ciencias Ambientales Red SUE Caribe
- Ciencias Físicas Red SUE Caribe
- Ciencias Químicas
- Ciencias Sociales
- Ciencias Veterinarias del Trópico
- Didáctica de la Lengua y la Literatura Española
- Didáctica de las Ciencias Naturales
- Educación Red
- Enseñanza del Inglés
- Geografía
- Gestión, Aplicación y Desarrollo de Software
- Ingeniería Mecánica
- Matemáticas
- Microbiología Tropical
- Salud Pública

#### Doctorados
- Ciencia y Tecnología de Alimentos
- Microbiología y Salud Tropical
- Ciencias Agrarias
- Ciencias Físicas